# 吉林市乡级行政区列表
| 吉林市行政区划图                                               |
| -------------------------------------------------------------- |
| 昌邑区 龙潭区 船营区 丰满区 永吉县 蛟河市 桦甸市 舒兰市 磐石市 |

截至2018年12月，中华人民共和国吉林省吉林市下辖有9个县级行政区：昌邑区、龙潭区、船营区、丰满区、永吉县、蛟河市、桦甸市、舒兰市、磐石市；各县、市、区共下辖143个乡级行政区，其中包含67个街道办事处、56个镇和20个乡。
现行的吉林市基层行政区划可以追溯至清朝光绪、宣统年间；1913至1957年间，各县先后采用区-乡-村、区-乡-闾、区-村-屯、区-乡-社的的三级区划；至1958年方废弃县辖区，逐渐形成今天仍在使用的基层行政区划结构；市区则自设市以来，一直采用区-街二级区划。吉林市所领县市区最近一次新设立乡级行政区是在2015年，舒兰市设置滨河街道。

## 历史
吉林市本为山海关外蛮荒之地，汉时为扶余国，唐时为渤海国，明时为海西女真四部，由于资料散佚，早期行政区划无从查考。清朝以吉林为龙兴之地，以汉法治汉地，以满法治满地；即使关内饥民不断向东北迁移，仍然以汉法治汉人，以满法治满人，而以东北为满地，故以满人制汉人:65；以至东北早期只有三将军，而无三省，虽有府县，而无督抚；而置省以前，吉林之州、厅、府，咸隶将军辖治。康熙十二年（1673年）筑吉林乌拉木城；雍正五年（1727年）设立永吉州，州治吉林乌拉城。此后吉林市行政区域历经吉林厅、吉林府、吉林县、永吉县。满洲国时期1936年，设市，即为吉林市:81。建国以后，吉林市即为设区的地级市:328。1958年10月起吉林市领永吉等5县，此后1966年1月析所领各县置专区（地区），1969年2月复领；1982年8月再析所领各县置地区，1983年8月再复领。1988年至1995年，桦甸、蛟河、舒兰、磐石四县撤县设市，名义上为省辖市，实际上仍由吉林市代管。
吉林市大部分居民皆来自有清一代闯关东，亦有满族为主的原住民；人民移徙定居而形成自然村落，以地理特征为屯名，因此村屯名目，多为地理特征，多水曲柳即名水曲柳，多狍子即称蛟别拉（满语，意为“狍子”）。因汉民激增，设立永吉州后，州（厅、府）下分社，以“仁义礼智信”五常等儒家美德为字，造词为名，如居仁（今市区）、存俭（今天岗）、永智（今法特）等。乾隆、嘉庆年间分8社；光绪十七年（1891年）时分12社；光绪三十四年（1908年）时分17社。社下设甲。咸丰、同治年间，以舒兰驿站以东柳条边外地开荒，设置四牌，以“农夫耕耘”为名。光绪三十二年（1906年）打牲乌拉总管衙门裁撤总管，辖地改设乌拉街:46-47。光绪、宣统年间，析置舒兰、磐石、桦甸、额穆（即蛟河）四县:199，此时吉林府仅剩11社1街、23镇、124屯；宣统三年（1911年）实施地方自治，改制为1城5镇6乡。民国二年（1913年），改为1城10区。民国十九年（1930年），在乡村部分行区乡（镇）闾邻制，永吉县辖1市政筹备所（计划分为5区）、10区（下有237乡、10镇、1,591村屯、3,823闾、18,976邻）:48-49。民国二十年（1931年）9月21日，因吉林省军政要员熙洽、谢安俊等向关东军投降，永吉开城，吉林省全境沦陷。此后至新中国成立期间凡18年，市区与县区因区划、占领等原因，建置不同，以下分述。
在吉林市市区，满洲国时期1936年，设置吉林市，市下辖区（1942年时为10区:199），区下建置不详，或置町:43,49；民国三十五年（1946年），行区保甲制:250；民国三十七年（1948年）4月，吉林市解放，市内置区，区下置村（街）。
在吉林市郊区以及各县，于满洲国时期1935年，行保甲牌制；1938年开始推行村（街）屯牌制；1945年东北光复后，吉林市郊区及各县多被共产党控制，推行区村（街）制:50-53。
1953至1956年，各村改为乡，各自然村屯逐渐形成农业生产合作社。1957年10月，各县撤区，直辖乡镇。1958年10月，永吉等5县划入吉林市，吉林市辖6个城区，1个郊区，5个县:200；12月，吉林市曾短暂的人民公社化，辖1市、5县；市、县下皆辖人民公社，共55个:205-210。此阶段更有诸多短命且滑稽的设置，比如1958年11至12月间，7个市区陆续撤销，改设8个城市人民公社（昌邑、铁路、龙潭、江南、九站、船营、哈达湾、丰满），至1962年前后，又逐渐宣告恢复各区人民委员会的建置:213,215:59:41；又如在各县仅仅设置“人民公社联合社管理委员会”时，蛟河县“更进一步”，于1958年9月，将全县统一为蛟河人民公社，下设17个管理区，不足一年即又分为18个人民公社:208。此等全面大人民公社建置不可持续，至1965年逐渐恢复正常，当年吉林市辖4区、5县；区、县下辖乡（人民公社）、镇（镇或镇人民公社）、街道（仅区下辖）；乡镇人民公社下辖生产大队；街道下辖居民委员会。此时才逐渐规定市辖区与县平级。文化大革命期间，1968年至1980年，市、区县、乡镇各级别皆改设置革命委员会。1983年，各乡镇人民公社改制为乡镇（乡村人民公社大部改制为乡，一部因非农业人口增加，直接改制为镇；镇人民公社改制为镇），生产大队改制为村:200-215:41。1985年，吉林市辖45个街道办事处、42个镇、70个乡:201；乡、镇、街道下设置村民委员会（以自然村屯名为名）和居民委员会（以自然村屯名或序数为名）；再下设小组。随后至2010年代，吉林市境内出现大规模的城市化行为，具体至乡一级行政区划，表现为撤乡设镇、撤乡镇设街道、合并乡镇街道。最近一次设置乡级行政区为2015年，析舒兰市南城街道设置滨河街道；虽然该设置早在1998年就已成为既成事实，以“舒兰工业园区”、“舒兰铁东经济技术开发区”、“铁东街道”名义存在了17年，但直到2015年方才获得民政系统承认。各县市区为求经济突围，亦大量设置“开发区”、“工业区”等类似乡级单位。

## 列表
本列表主要采用民政系统的数据，并以统计系统数据为辅助。因统计系统出于经济统计需要，将类似县级单位代管的乡镇街道（如吉林经济开发区所代管的2个街道）划出建置所在区，因而对应的统计系统的行政区划代码不准确；但统计系统所记录的基层组织数目是准确、公开且较新的（而由于基层为公民自治而无政府的原因民政系统很难随时统计并公开基层组织数目）。无论采用何方面的数据，由于本表仅限于乡级行政区，故行政区划代码仅采用9位。
根据中华人民共和国民政部2017年6月印行之《中华人民共和国乡镇行政区划简册2017》，不含类似县级、乡级行政单位，截至2016年底，吉林市辖4区、1县、4县级市，各县市区辖20乡、56镇、67街道；根据吉林省民政厅2019年3月公布之《吉林省乡镇行政区划一览表》，截至2018年底该数字及实际地县乡级行政区名称等级无变化。
对于统计系统的数据（本列表采用国家统计局的数据，截至2018年10月31日），作如下处理：（1）类似县级单位一律忽略，代管的乡镇街道按照民政系统的隶属关系记录，但在注释中注明由某类似县级单位代管（以显示财政经济上的关系）；（2）县级行政单位下辖的类似乡级单位，如独立下辖有实际的基层自治团体（即非虚拟社区，且非与其他乡级行政区有管辖关系），则列入下表单独作为一行；此等情况不存在；（3）如类似乡级单位辖下的基层自治团体实际上下辖于另一实际存在的乡级行政区，则仅作注释。
名称来源一项若无特别注明，均参考自《中华人民共和国政区大典·吉林省卷》。下级区划数仅包括下一层的区划数，如“吉林市”之下级区划数即其下辖之县市区数目。
图例：
- ： 吉林市
- ： 县级行政区

| 行政区名称         | 名称来源 | 下级区划数 | 区划代码  | 图片 |
| ------------------ | --- | ---------- | --------- | ---- |
| 吉林市             | 清代满语称“吉林乌拉”，意为“沿江的城市”，后简称为吉林 | 9          | 220200000 |      |
| 昌邑区             | 因境内原有昌邑屯而得名；昌邑屯因村民多来自山东昌邑县而得名 | 19         | 220202000 |      |
| 兴华街道           | 日伪时期为兴隆町；1955年5月改称兴华街道，或取“振兴中华”之意 | 5          | 220202001 |      |
| 文庙街道           | 因辖区内文庙而得名 | 3          | 220202002 |      |
| 东局子街道         | 因辖区内原有东局子村而得名；东局子因当时吉林城东门外吉林机器局有外墙，垣墙方正如棋局而得名:1033 | 7          | 220202003 |      |
| 新地号街道         | 因辖区内新地号街而得名 | 5          | 220202004 |      |
| 延安街道           | 因辖区内延安路而得名 | 7          | 220202005 |      |
| 站前街道           | 因辖区内有吉林火车站而得名 | 3          | 220202006 |      |
| 民主街道           | 因辖区内民主街而得名；民主街，即吉林大街岔路乡至哈达湾街一带，自1930年代落成后先后名兴安街、兴亚街、中正街、民主街，从更名中亦能一瞥政权更迭；1985年南展至吉林大桥桥头，更名为吉林大街，为吉林市主轴路:1032                                              | 5          | 220202007 |      |
| 莲花街道           | 辖区内原有一大水泡，夏天水泡中盛开荷花而得名莲花泡 | 7          | 220202008 |      |
| 通江街道           | 因辖区内通江路而得名 | 6          | 220202009 |      |
| 哈达街道           | 哈达为满语，意为“山峰”；辖区为玄天岭、欢喜岭、锅顶山之间的丘陵地带 | 9          | 220202010 |      |
| 新建街道           | 因为铁合金厂新建之居民区而名 | 3          | 220202011 |      |
| 延江街道           | 因由延安、通江二街道析置，以二街道之名各取一字得名 | 5          | 220202012 |      |
| 双吉街道           | 原处吉林市和永吉县之间，从吉林市和永吉县各取一字，命名为双吉 | 2          | 220202013 |      |
| 九站街道           | 清末名为“旧站”，后谐音为九站 | 37         | 220202016 |      |
| 孤店子镇           | 因建屯时有一家店铺而得名孤店子 | 11         | 220202100 |      |
| 桦皮厂镇           | 清初在此地设厂，征壮丁伐桦树，制造弓箭及马鞍等，作为贡品送交清廷内务府，因而得名桦皮厂 | 28         | 220202101 |      |
| 左家镇             | 因左姓人家迁此地居住，逐渐形成屯落而得名 | 22         | 220202102 |      |
| 两家子满族乡       | 乡政府驻地有一户傅姓与一户伍姓两户人家，因而得名两家子 | 13         | 220202200 |      |
| 土城子满族朝鲜族乡 | 因乡政府驻土城子村而得名；土城子因曾有康熙年间建设之打渔楼及其土筑外墙而得名:71 | 12         | 220202201 |      |
| 龙潭区             | 因境内龙潭山而得名；龙潭山，古名尼什哈山，尼什哈为满语，意为“小鱼”；山上有高句丽时代之山城，内有水池一处，无论旱涝，池水常年丰盈，更有传言水池中以铁链锁有龙，故称龙潭，山亦逐渐被称为龙潭山:149,189-191                                                 | 19         | 220203000 |      |
| 榆树街道           | 因辖区内榆树沟屯而得名 | 2          | 220203001 |      |
| 遵义街道           | 因辖区内遵义东路得名 | 3          | 220203002 |      |
| 铁东街道           | 因地处长图铁路以东而得名 | 3          | 220203003 |      |
| 龙潭街道           | 因辖区内原有龙潭村得名；龙潭村，或以临近龙潭山得名 | 3          | 220203004 |      |
| 新安街道           | 因辖区内新安街得名 | 5          | 220203005 |      |
| 湘潭街道           | 因辖区内湘潭街得名 | 4          | 220203006 |      |
| 龙华街道           | 设置时辖区主要街道名为新华胡同，故以龙潭、新华各取一字得名；根据龙潭区志，至2003年新华胡同仍有残存，为“起、终点皆为绥化路，长226米，宽3米”；查2005年吉林市卫星地图，认定其当为绥化路西口与吉林北站站场间的平房区内的胡同；今此处为龙潭悦景小区，胡同无存 | 4          | 220203007 |      |
| 新吉林街道         | 因新拓吉林城区而得名；1950年代之吉林市城市规划计划以此处为吉林新城，拆除旧吉林站，而以辖区内吉林北站为新车站 | 3          | 220203008 |      |
| 山前街道           | 因地处平顶山南面而得名；平顶山，今似无存 | 3          | 220203009 |      |
| 泡子沿街道         | 当年此地泡子较多，居民多沿泡而居，因而得名 | 1          | 220203010 |      |
| 靠山街道           | 因倚靠西山而得名；西山，或为长蛇山、猴石山 | 1          | 220203011 |      |
| 东城街道           | 因位于龙潭区城区最东面而得名 | 2          | 220203012 |      |
| 承德街道           | 因辖区内承德街得名 | 8          | 220203013 |      |
| 乌拉街满族镇       | 乌拉为满语“城堡”之意，乌拉街古城为海西女真四部之乌拉部所在地 | 29         | 220203100 |      |
| 缸窑镇             | 因当地手工制缸业兴盛而得名 | 28         | 220203101 |      |
| 江密峰镇           | 相传此地有一江姓农户，以养蜂为生，故名“江蜜蜂”；后来讹作“江密峰”，又因此地山多树密，沿用此名 | 31         | 220203102 |      |
| 大口钦镇           | 因镇政府驻大口钦村而得名；口钦为满语，意为“蝌蚪” | 13         | 220203103 |      |
| 金珠镇             | 因清政府曾设置金珠鄂佛罗驿站于此，故得名；金珠鄂佛罗为满语，意为“长柳的山头” | 16         | 220203104 |      |
| 江北乡             | 因地处松花江以北而得名 | 10         | 220203201 |      |
| 船营区             | 因明清两代在此造船，故称“船厂”，而清康熙十二年在此驻水军，因而此地既造战船，又驻水师，厂营合一，故称船营 | 16         | 220204000 |      |
| 德胜街道           | 因辖区内原有吉林城德胜门而得名 | 5          | 220204001 |      |
| 南京街道           | 因辖区内南京街得名 | 4          | 220204002 |      |
| 大东街道           | 因辖区内原有吉林城大东门而得名 | 3          | 220204003 |      |
| 青岛街道           | 因辖区内青岛街得名 | 4          | 220204004 |      |
| 向阳街道           | 不详，或因其析置于文化大革命期间之1970年，故以当时之流行用语“向阳”（向着红太阳，即毛泽东）为名 | 5          | 220204005 |      |
| 北极街道           | 因辖区内原有吉林城北极门而得名 | 4          | 220204006 |      |
| 致和街道           | 因辖区内原有吉林城致和门而得名 | 4          | 220204007 |      |
| 长春路街道         | 因辖区内长春路得名；长春路为302国道长吉段（俗称长吉南线）吉林端起点，因道路通往长春，故名长春路；相应于长春端有吉林大路 | 5          | 220204008 |      |
| 临江街道           | 因辖区内原有吉林城临江门，并位于松花江畔而得名 | 4          | 220204009 |      |
| 北山街道           | 因辖区内有北山站得名，1938年在此设置北山站町；北山站设置于1930年，因临近北山而得名；北山原名九龙山，系康熙皇帝于康熙二十一年（1682年）东巡后改名:86-87,140；另，北山公园大部属德胜街道，非北山街道                                                       | 6          | 220204010 |      |
| 黄旗街道           | 辖区内原有自然村黄旗屯，故名；黄旗屯亦系小白山周围之满族聚居村落 | 7          | 220204011 |      |
| 新北街道           | 因位于吉林高新技术产业开发区北区（俗称高新北区）而得名；北，乃相对于吉林高新技术产业开发区原有区域而言 | 13         | 220204014 |      |
| 大绥河镇           | 因大绥河发源、流经辖区内而得名 | 11         | 220204100 |      |
| 搜登站镇           | 搜登为满语，意为“鳌花鱼”；辖境有河流，盛产鳌花鱼，故河名为鳌龙河，屯名为搜登；清乾隆四十九年设置驿站，称搜登站 | 35         | 220204101 |      |
| 越北镇             | 因位于越山路以北而得名 | 6          | 220204102 |      |
| 欢喜乡             | 因辖区内欢喜岭而得名；清乾隆十九年乾隆皇帝东巡驻跸于此，举目眺望，见江城山水环绕，景色宜人，顾笑不已，故岭名欢喜；一说欢喜为满语，意为“鸽子”:1034 | 9          | 220204200 |      |
| 丰满区             | 因境内丰满水电站、丰满街道得名 | 11         | 220211000 |      |
| 泰山街道           | 因辖区内泰山路而得名 | 8          | 220211001 |      |
| 江南街道           | 因地处松花江以南而得名 | 14         | 220211002 |      |
| 石井街道           | 原名石井沟，因东坡上有一石井而得名 | 3          | 220211003 |      |
| 沿丰街道           | 因地处吉丰公路沿线而得名 | 3          | 220211004 |      |
| 丰满街道           | 旧名“小风门”，因地处峡谷，多疾风通过故名；丰满水电站开工后，取吉祥之意，以谐音改名“丰满” | 4          | 220211005 |      |
| 红旗街道           | 因街道驻地位于红旗村而得名；街道内有红旗、蓝旗村，而船营区亦有黄旗屯，清朝时为满族世代聚居区，以满洲八旗为村名，这也是小白山成为望祭长白山之地之原因之一:207（一说蓝旗等村落原为护卫小白山之旗兵:1035）                                                  | 12         | 220211006 |      |
| 高新街道           | 因位于吉林高新技术产业开发区而得名 | 17         | 220211007 |      |
| 旺起镇             | 清朝初年有汪起携家人从山东迁入此地开垦居住，外人称此屯为汪起屯，后讹传为旺起；一说旺起为“旺江”音转，意为“挂甲野猪”:1035 | 15         | 220211100 |      |
| 江南乡             | 因地处松花江以南而得名 | 13         | 220211200 |      |
| 小白山乡           | 因辖区内有小白山而得名；小白山，满语为温德赫恩山，意为“祭板”；清朝视长白山为民族发源之圣山，但因长白山路途遥远，故在此专门望祭长白山:207 | 8          | 220211201 |      |
| 前二道乡           | 因乡政府驻二道河子屯，故名二道河乡；后因同舒兰县二道河乡重名，改名为前二道乡 | 11         | 220211202 |      |
| 永吉县             | 民国十八年（1929年），因吉林县与吉林省同名，改吉林县为永吉县，取永远吉祥之意；后1936年吉林实施市制，永吉县成为吉林市附郭县，至1970年县治迁往口前镇:63-64                                                                                                 | 9          | 220221000 |      |
| 口前镇             | 有二说：一说以地处山口之前，故称口前；二说为“口钦”音转，因地势低洼，春夏多蝌蚪而得名 | 30         | 220221101 |      |
| 岔路河镇           | 因辖区内有岔路河而得名 | 19         | 220221102 |      |
| 双河镇             | 因位于取柴河与倒木河交汇处而得名:1044 | 15         | 220221103 |      |
| 西阳镇             | 因辖区内有西阳站而得名 | 15         | 220221104 |      |
| 北大湖镇           | 因境内北大壶滑雪场而得名（北大壶滑雪场原名为北大湖滑雪场，因考证北大湖为北大壶讹作，本没有湖，乃更滑雪场之名，而政区名不变） | 17         | 220221105 |      |
| 一拉溪镇           | 辖区内原有伊拉齐驿站，故名；一拉溪为伊拉齐的音转；伊拉齐为满语，意为“第三”，因河流在此分有三条支流:1045 | 25         | 220221106 |      |
| 万昌镇             | 因镇政府驻万昌烧锅（简称万昌）而得名；一说取“万物兴隆昌盛”之意:1045 | 18         | 220221107 |      |
| 金家满族乡         | 康熙元年有金姓在此居住，故名:1046 | 7          | 220221203 |      |
| 黄榆乡             | 因乡政府驻小黄榆沟而得名；小黄榆沟，清乾隆四十五年时以沟内多黄榆树而得名:1046 | 10         | 220221205 |      |
| 蛟河市             | 因境内蛟河、小蛟河得名；“蛟”为满语“蛟别拉”之省略，意为“狍子”；境内狍子较为常见；一说“蛟河”为满语“蛟哈必拉”音转省略，意为“乞丐”:10 | 17         | 220281000 |      |
| 民主街道           | 因辖区内民主街而得名 | 9          | 220281001 |      |
| 长安街道           | 因辖区内长安街而得名 | 7          | 220281002 |      |
| 河南街道           | 因辖区内河南街而得名；河南街，因街道位于蛟河南岸而名 | 26         | 220281003 |      |
| 奶子山街道         | 因辖区内有奶子山而得名；奶子山有双峰，形若双乳，故名奶子山（俚语谓人乳房为奶子） | 4          | 220281005 |      |
| 新农街道           | 原名为巴虎村；1954年分为新农等3村，后合并为新农乡 | 15         | 220281006 |      |
| 拉法街道           | 因辖区内有拉法站而得名；拉法站，因靠近拉法驿站而得名（当时拉法驿站在今新站镇）；拉法，为满语，意为“熊”:37 | 19         | 220281007 |      |
| 河北街道           | 因位于蛟河以北而得名 | 8          | 220281009 |      |
| 新站镇             | 清中叶将拉法驿站迁于此地，故称此地为“拉法新站”，后简称为“新站” | 32         | 220281100 |      |
| 天岗镇             | 因镇政府坐落于天桥岗下而得名 | 22         | 220281101 |      |
| 白石山镇           | 因镇政府驻地东南有白石山（原名白石砬子）而得名 | 18         | 220281102 |      |
| 漂河镇             | 因辖区内有漂河而得名 | 24         | 220281103 |      |
| 黄松甸镇           | 因镇政府驻地黄花松甸子而得名；辖区内黄花松较多 | 13         | 220281104 |      |
| 天北镇             | 因位于天岗镇以北而得名 | 24         | 220281106 |      |
| 松江镇             | 原名王家岗；1954年分松江等3村，后合并为松江乡，因滨松花江而得名:1039 | 14         | 220281107 |      |
| 庆岭镇             | 原名天南乡，因位于天岗镇以南而得名；后因辖区内有“庆岭活鱼一条街”，而更名 | 14         | 220281108 |      |
| 乌林朝鲜族乡       | 因乡政府驻乌林村而得名；乌林为满语，意为“富裕”:1039 | 20         | 220281200 |      |
| 前进乡             | 原名退抟，因清代设置退抟站而得名；退抟为满语，意为“羊鸨”；建国后因相对于“退”人们更喜欢“进”，于是以时代用语“前进”命名 | 17         | 220281202 |      |
| 桦甸市             | 因境内桦皮甸子而得名；此地多桦树；甸子指郊外，又指放牧的草地 | 14         | 220282000 |      |
| 明桦街道           | 撤县建市时设置，意为“明日的桦甸”，有祝福意味 | 2          | 220282001 |      |
| 永吉街道           | 辖区内原有永吉村，因而得名；为吉利用语 | 15         | 220282002 |      |
| 胜利街道           | 为纪念革命胜利而命名 | 2          | 220282003 |      |
| 新华街道           | 新华，即新中华 | 2          | 220282004 |      |
| 启新街道           | 19世纪20年代，桦甸土城东有启新门，因而得名 | 2          | 220282005 |      |
| 夹皮沟镇           | 夹皮沟为满语“夹皮活络”的半音译半意译；活络，意为“沟”；夹皮，意为“夹板” | 7          | 220282100 |      |
| 二道甸子镇         | 因镇政府驻二道甸子而得名；二道甸子，因1912年时村落附近有两块大草甸子而得名:1036 | 13         | 220282102 |      |
| 红石砬子镇         | 传说有一富家女嫁贫穷男，遭到父母反对，于是坠崖身亡，鲜血染红了石砬子，因而得名 | 16         | 220282103 |      |
| 八道河子镇         | 因镇由八道沟川组合而成，故称八道河子 | 25         | 220282104 |      |
| 常山镇             | 因辖区内有15公里长的山岗，故名长山，后讹传为常山:1035 | 13         | 220282106 |      |
| 金沙镇             | 因金沙河贯穿辖区内而得名；一说取吉祥意:1037 | 16         | 220282107 |      |
| 桦郊乡             | 因位于桦甸县城郊区而得名 | 34         | 220282200 |      |
| 横道河子乡         | 原名“恒德赫”，为满语，意为“浪花河”:1037 | 10         | 220282202 |      |
| 公吉乡             | 辖区内有公郎头山与大勃吉屯，各取一字，即为公吉 | 20         | 220282205 |      |
| 舒兰市             | 舒兰为满语，意为“果实”；一说，以舒兰驿站旁之舒兰河（即扎里阿溪浪河）得名，因河水甘甜似果汁，故名“舒兰”:61-62 | 20         | 220283000 |      |
| 北城街道           | 因位于舒兰市北部而得名 | 4          | 220283001 |      |
| 南城街道           | 因位于舒兰市南部，顺水河以南而得名 | 3          | 220283002 |      |
| 环城街道           | 因辖区位于舒兰市四周而得名 | 19         | 220283003 |      |
| 吉舒街道           | 因地处吉林市与舒兰县之间，各取一字，命名为吉舒 | 26         | 220283004 |      |
| 滨河街道           | 不详，或因辖区位于细鳞河沿线而得名 | 5          | 220283005 |      |
| 白旗镇             | 清顺治年间此地为满族正白旗人居住地，故名 | 16         | 220283100 |      |
| 朝阳镇             | 因镇政府驻原朝阳川而得名 | 9          | 220283101 |      |
| 开原镇             | 因镇政府驻开原村而得名；一说清道光年间建屯时有来自开原县的几户人家，故名:86 | 16         | 220283102 |      |
| 上营镇             | 当地称采人参为业者居住的地方为“棒槌营”（棒槌是对人参的一种称呼），分为上下两营，此地为上营，故得名 | 12         | 220283103 |      |
| 水曲柳镇           | 辖区内水曲柳较多，因而得名 | 18         | 220283104 |      |
| 平安镇             | 因辖区内有平安站而得名:1041 | 14         | 220283105 |      |
| 法特镇             | 原名法特哈，为满语，意为“蹄”，松花江西有山如蹄，故在此设置驿站、边门皆名法特哈 | 11         | 220283106 |      |
| 溪河镇             | 清代在此设置舒兰驿站，西侧有河名扎里阿溪浪河，直通松花江；后为书写方便，更名溪河 | 12         | 220283107 |      |
| 小城镇             | 因光绪年间辖区内有土围墙而得名:1041 | 11         | 220283108 |      |
| 金马镇             | 因辖区内有金马驹河而得名；一说，金马屯南侧有小河沟，传说光绪年间有金马驹在河沟里喝水，以此名屯；又说，金马为满语，意为“青麻”:1042 | 12         | 220283109 |      |
| 七里乡             | 因乡政府驻七里二屯而得名；七里二，一说为建屯时屯距离西大沟和七道河庙的距离:1042 | 13         | 220283200 |      |
| 莲花乡             | 此地多沼泽，莲花盛开，故名莲花泡，后由此得名 | 6          | 220283202 |      |
| 亮甲山乡           | 亮甲山为满语，意为“蒺藜”，形容该地山石裸露之状 | 9          | 220283203 |      |
| 天德乡             | 清光绪初年，有榆树县太平川于翰林在此开烧锅，商号“天德盛”，故得名 | 14         | 220283204 |      |
| 新安乡             | 因乡政府驻新安村而得名；新安村，原名新街基:1042，因屯遭火灾重建，取吉祥更新安定之意更名:84 | 13         | 220283206 |      |
| 磐石市             | 境内有磨盘山；设县时取“安如磐石”之意 | 18         | 220284000 |      |
| 东宁街道           | 因街道位于磐石市区东部，取东部安宁之意命名 | 5          | 220284001 |      |
| 河南街道           | 因地处磐石河南岸而得名 | 4          | 220284002 |      |
| 福安街道           | 取幸福安康之意命名 | 13         | 220284003 |      |
| 阜康街道           | 不详 | 8          | 220284004 |      |
| 烟筒山镇           | 因辖区内有烟筒山而得名 | 49         | 220284100 |      |
| 明城镇             | 镇政府驻地有明城站，因而得名；明城站乃吉海铁路一站，附近原有古城，故称小城子，铁路通车后取“前程光明”之意改名:1047 | 20         | 220284101 |      |
| 红旗岭镇           | 因曾在此筹备设置红旗岭矿而得名；红旗岭矿，为镍矿，因1959年在大岭子山上探矿时，每个镍矿点皆插有红旗标记，因而得名:1047 | 9          | 220284102 |      |
| 牛心镇             | 因辖区内有牛心顶子山而得名 | 18         | 220284103 |      |
| 石嘴镇             | 镇政府驻地东岗东侧有山，山头有石状如嘴，故名 | 21         | 220284104 |      |
| 朝阳山镇           | 因辖区内有朝阳山而得名 | 20         | 220284105 |      |
| 富太镇             | 因辖区内有富太河而得名；富太河为满语“富塔”音转，意为“绳子” | 15         | 220284106 |      |
| 呼兰镇             | 原名摩忽郎，为满语，意为“烟筒”，后音转得名；康熙二十二年在此屯兵，野炊烟筒林立，故以烟筒名此地:1047 | 19         | 220284107 |      |
| 松山镇             | 因辖区内有松树人山而得名 | 11         | 220284108 |      |
| 黑石镇             | 镇政府驻地西南侧辉发河中有黑色巨石，因而得名 | 13         | 220284109 |      |
| 吉昌镇             | 原名集场子，为满语，意为“碎块地”，后音转得名；辖区内大部为低山丘陵 | 33         | 220284110 |      |
| 取柴河镇           | 因辖区内有取柴河而得名；取柴河为满语“其擦”音转，意为“沙狐” | 15         | 220284111 |      |
| 驿马镇             | 原名伊玛，为满语，意为“山羊”，后音转得名 | 12         | 220284112 |      |
| 宝山乡             | 因乡政府驻地宝山村而得名；宝山村，以山为名:1049 | 14         | 220284200 |      |

### 民政系统数据
1. ↑  . 中华人民共和国民政部. 2016-02-16  [2019-08-11]. （原始内容存档于2020-12-16）.
2. ↑  中华人民共和国民政部. . 北京: 中国统计出版社. 2017: 142–143. ISBN 978-7-5037-8122-3.
3. ↑  . 吉林省民政厅. 2019-03-21  [2019-08-05]. （原始内容存档于2021-02-13）.
4. ↑  中华人民共和国民政部. . 北京: 中国社会出版社. 2016: 233–446. ISBN 978-7-5087-5376-8.
5. 1 2  . 中华人民共和国民政部. 2014-07-16  [2019-08-23]. （原始内容存档于2021-02-18）.

### 统计系统数据
1. ↑  . 国家统计局. 2018-10-31  [2019-08-05]. （原始内容存档于2021-02-07）.
2. ↑  . 国家统计局. 2018-10-31  [2019-08-23]. （原始内容存档于2021-02-07）.
3. ↑  . 国家统计局. 2018-10-31  [2019-08-23]. （原始内容存档于2021-02-07）.
4. ↑  . 国家统计局. 2018-10-31  [2019-08-23]. （原始内容存档于2021-02-07）.
5. ↑  . 国家统计局. 2018-10-31  [2019-08-23]. （原始内容存档于2021-02-07）.
6. ↑  . 国家统计局. 2018-10-31  [2019-08-23]. （原始内容存档于2021-02-07）.
7. ↑  . 国家统计局. 2018-10-31  [2019-08-23]. （原始内容存档于2021-02-07）.
8. ↑  . 国家统计局. 2018-10-31  [2019-08-23]. （原始内容存档于2021-02-07）.
9. ↑  . 国家统计局. 2018-10-31  [2019-08-23]. （原始内容存档于2021-02-07）.
10. ↑  . 国家统计局. 2018-10-31  [2019-08-23]. （原始内容存档于2021-02-07）.
11. ↑  . 国家统计局. 2018-10-31  [2019-08-23]. （原始内容存档于2021-02-07）.

### 方志及年鉴
1. 1 2 3 4 5 6 7 8 9 10  吉林市地方志编纂委员会. . 长春: 吉林文史出版社. 1992. ISBN 7-80528-717-1.
2. 1 2  吉林省地方志编纂委员会. . 长春: 吉林人民出版社. 2005. ISBN 7-206-03890-5.
3. 1 2 3 4 5 6  永吉县地方志编纂委员会. . 长春: 长春出版社. 1991. ISBN 7-80573-487-9.
4. 1 2 3  吉林市郊区地方志编纂委员会. . 长春: 吉林文史出版社. 1996. ISBN 7-80626-136-2.
5. ↑  舒兰市地方志编纂委员会. . 长春: 吉林人民出版社. 2005: 75. ISBN 7-206-03875-1.
6. 1 2 3 4  吉林市地方志编纂委员会. . 长春: 吉林文史出版社. 2015. ISBN 978-7-5472-2512-7.
7. ↑  龙潭区地方志编纂委员会. . 长春: 吉林文史出版社. 2006: 214. ISBN 7-80626-624-0.
8. ↑  吉林市地方志编纂委员会. . 长春: 吉林人民出版社. 2012: 177. ISBN 978-7-206-07047-1.
9. 1 2  蛟河县志编纂委员会. . 长春: 长春出版社. 1991. ISBN 7-80573-486-0.
10. 1 2 3  舒兰县地方志编纂委员会. . 长春: 吉林人民出版社. 1992. ISBN 7-206-01538-7.

### 其他佐证参考资料
1. ↑  史维乐. . 北京: 人民出版社. 2006: 86–87. ISBN 7-01-005970-5.
2. ↑  . 中共舒兰市委机构编制委员会办公室. 2016-05-16  [2019-08-11]. （原始内容存档于2020-02-04）.
3. 1 2 3 4 5 6 7 8 9 10 11 12 13 14 15 16 17 18 19 20 21 22 23 24 25  崔乃夫等. . 北京: 商务印书馆. 1998. ISBN 7-100-01836-6.
4. ↑  . 吉林市龙潭区人民政府. 2019-08-20  [2019-08-23]. （原始内容存档于2021-02-18）.